# Lampion adwentowy

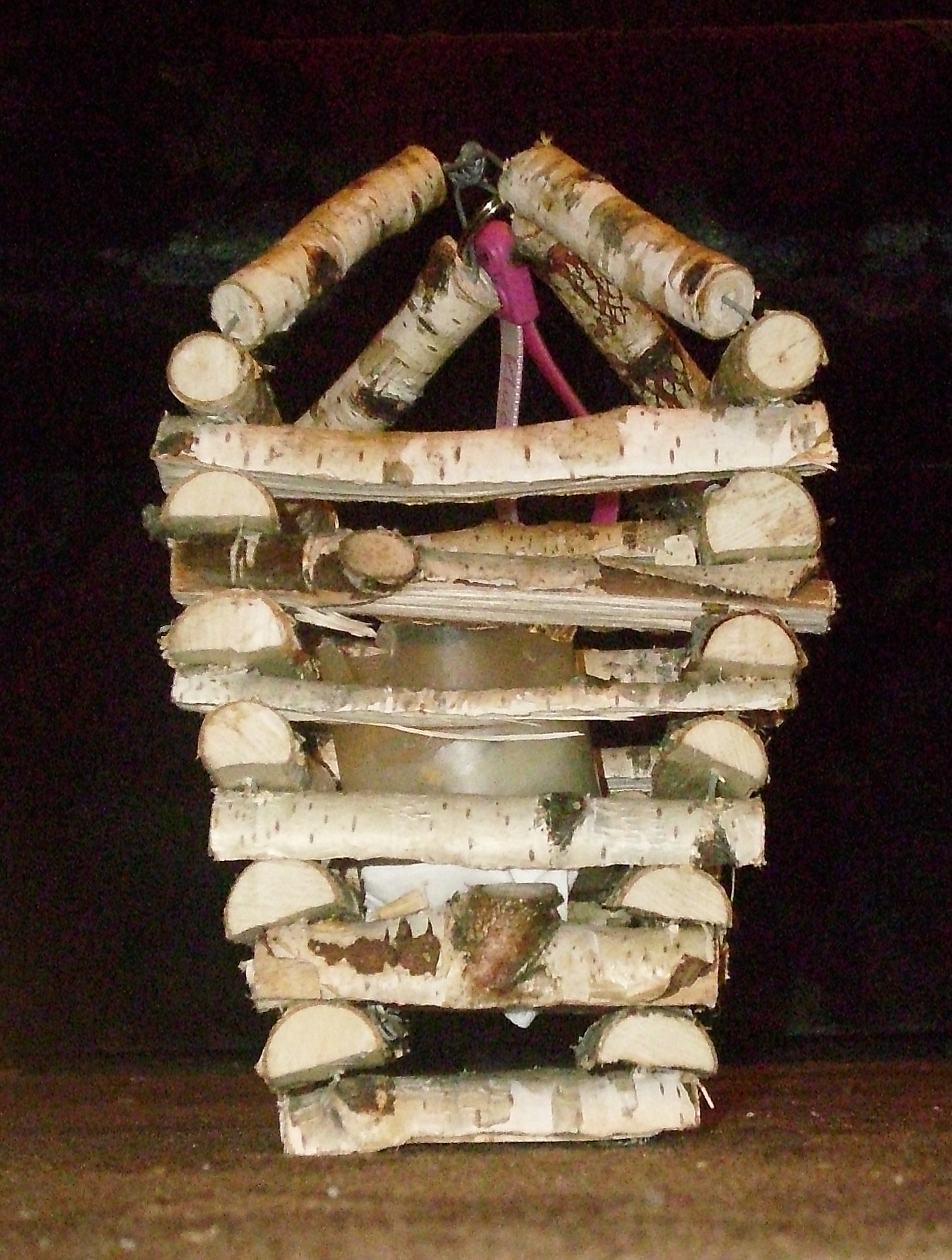
Lampion adwentowy z gałęzi brzozowych wykonany przez dziecko ze Służewa

Lampion adwentowy – lampion, który dzieci zabierają ze sobą do świątyni na msze roratnie.
Lampion przygotowuje się własnoręcznie, najczęściej z brystolu lub kartonu. Ma formę czworoboku, a jego ścianki są ozdobione symbolami chrześcijańskimi lub scenami biblijnymi. 
W jego wnętrzu umieszcza się świecę.
Lampionami oświetla się pierwszą część mszy świętej roratnej, podczas której w kościele pogaszone są światła i panuje symboliczna ciemność. Lampion jest symbolem przypowieści Jezusa o roztropnych pannach, które z płonącymi lampami oczekiwały na przyjście Oblubieńca. (Mt 25, 1-13).